# Corazón Classic Match
El Corazón Classic Match es un evento llevado a cabo por la Fundación Real Madrid consistente en la disputa de un encuentro futbolístico de carácter benéfico y amistoso entre la sección de Veteranos del Real Madrid C. F. y otro equipo de veteranos de alguno de las grandes entidades futbolísticas mundiales.
El Comité Olímpico Español (COE) o la Asamblea de la Comunidad de Madrid son otras de las grandes instituciones que ofrecen su apoyo y colaboración a la causa.

## Carácter del evento
El acto forma parte de las diversas actividades de la Fundación Real Madrid, impulsora y promotora de eventos socioculturales en favor del desarrollo, carentes de ánimo de lucro. En particular, el Corazón Classic Match forma parte del "Proyecto África", que contribuye al respeto a los Derechos Humanos, la Paz y la construcción de ciudadanía en este continente así como a la lucha contra la pobreza y la exclusión social de la juventud en África. Senegal, Mozambique, Burundi, Malaui, Tanzania, Kenia, Etiopía y Uganda entre otros ya se benefician de este proyecto.
Además de los beneficios de la taquilla del encuentro, el club abre una cuenta bancaria para que aquel que lo desee pueda participar altruístamente en la donación económica para el proyecto aprovechando la aceptación social que tiene el mundo de los deportes entre la gente. Emilio Butragueño, director de relaciones institucionales del club manifestó así la finalidad del mismo: 

"Africa is one of the regions that most suffers in our planet. Real Madrid wants to show football has no boundaries through its Foundation. This project is of immense proportions and it is worth it, but like all projects it needs funding. The goal of this match is to raise money and we know we are not alone in our charitable endeavours. Everyone who purchases a ticket will help. We will work to improve the lives of many families".

("África es una de las regiones que más sufre del planeta. El Real Madrid, a través de su Fundación, quiere demostrar que el fútbol no tiene fronteras. Este es un proyecto de unas dimensiones inmensas que merece la pena, pero como todo proyecto necesita fondos. El objetivo del partido es recaudar esos fondos. Sabemos que en nuestra carrera solidaria no estamos solos. Nos ayudarán todos los que compren la entrada. Juntos trabajaremos por mejorar la vida de muchas familias.")
Emilio Butragueño. 3 de mayo de 2012. Madrid.

El participante de la tercera edición del evento, el club inglés del Manchester United F. C., se involucró muy cercanamente con los valores del proyecto, y quiso darle una mayor proyección internacional para lo cual se ofreció también a través de su fundación, la Fundación Manchester United en representación de su director de comunicaciones y vicepresidente del consejo de administración Phil Townsend, para organizar el Corazón Classic Match 2013 como así manifestó: 

"We are proud to get a chance to play charity games like these and I hope they are truly memorable. The return match will be held at Old Trafford in 12 months' time. This reminds us football can help the needy and it is very gartifying to us."

("Estamos orgullosos de poder jugar estos partidos y espero que los dos sean memorables. Dentro de 12 meses se diputará la vuelta en Old Trafford. Esto nos recuerda que el fútbol puede ayudar a los más necesitados y es muy grato.")
Phil Townsend. 3 de mayo de 2012. Madrid.

## Ediciones
Desde el año 2010 se celebra anualmente una nueva edición del evento, que forma parte de los distintos acontecimientos sociales que desarrolla la fundación del club madrileño. El encuentro suele celebrarse en la segunda mitad de la temporada, normalmente en fechas comprendidas entre los meses de marzo y junio.

### I Edición: 2010
La primera edición se disputó el 30 de mayo de 2010 en el Estadio Santiago Bernabéu y enfrentó a los equipos de veteranos del Real Madrid Club de Fútbol y la Associazione Calcio Milan, los dos clubes más laureados de Europa en ese momento. El conjunto italiano se adelantó en los primeros minutos del encuentro, siendo Marco Simone el primer goleador de la historia de los Corazón Classic Match con su gol en el minuto 4, que fue acompañado por otro tanto rossonero de Rui Costa solo dos minutos después. Sin embargo, el conjunto merengue logró empatar antes el descanso por medio de Butragueño y Amavisca. Ya en la segunda parte, Alfonso y Rui Costa marcaron el tercer gol de cada equipo. Alfonso marcaría el gol de la victoria de penalti a pocos minutos para el pitido final, dándole así al Real Madrid su primer título.
| 30 de mayo de 2010, 19:00 HEC | Real Madrid                                       | 4:3 (2:2) | A. C. Milan Glorie             | Estadio Santiago Bernabéu, Madrid |                                 |
|                               | - Butragueño 11' - Amavisca 37' - Alfonso 52' 85' | Reporte   | - Simone 4' - Rui Costa 6' 57' | Asistencia: 70.000 espectadores   | Asistencia: 70.000 espectadores |

| Uniformes | Uniformes |
| --------- | --------- |
|           |           |

### II Edición: 2011
El encuentro se disputó en el Estadio Santiago Bernabéu el día 5 de junio de 2011 y tuvo como invitado al combinado de leyendas del Bayern de Múnich, siendo el conjunto bávaro el primer club alemán en disputar el torneo.
| 5 de junio de 2011, 17:00 HEC | Real Madrid | 8:3 (3:1) | Bayern All Stars                      | Estadio Santiago Bernabéu, Madrid |                                 |
|                               | - de la Red 11' - Butragueño 16' - Redondo 40' - Alfonso 46' - R. Kovač 61' (a.g.) - N. Kovač 66' (a.g.) - Sanz 83' - Šuker 90' | Reporte   | - Paulo Sérgio 44' 63' - N. Kovač 54' | Asistencia: 70.000 espectadores   | Asistencia: 70.000 espectadores |

| Uniformes | Uniformes |
| --------- | --------- |
|           |           |

### III Edición: 2012
La tercera edición del Corazón Classic Match tuvo lugar en el Estadio Santiago Bernabéu el día 3 de junio de 2012, entre los equipos de veteranos del Real Madrid Club de Fútbol y del Manchester United Football Club.
Antes del comienzo del encuentro, el Real Madrid Castilla Club de Fútbol, primer filial del Real Madrid, fue homenajeado por su reciente título de la Segunda División "B" y su consiguiente ascenso a la Segunda División.
El emotivo saque inicial del partido lo realizó Fabrice Muamba, exfutbolista congoleño que apenas un par de meses antes estuvo a punto de fallecer debido a un paro cardíaco, por el que estuvo algunos minutos clínicamente muerto, pero del que logró restablecerse. Al poco tiempo anunció su prematura retirada del fútbol.
En cuanto al encuentro, en el minuto 8, Emilio Butragueño puso un centro desde la derecha que Fernando Morientes intercambió por gol con un toque colocado al segundo palo. La reacción del Manchester United fue inmediata, ya que Lee Sharpe marcó el 1-1 solo un minuto después tras un gran asistencia de Andy Cole en el área pequeña. Luís Figo volvió a adelantar a los merengues con un potente derechazo desde fuera del área que batió a Edwin van der Sar en el minuto 12. Teddy Sheringham pudo empatar desde el punto de penalti, pero Contreras adivinó el lanzamiento. El golpe lo daría Fernando Redondo en el minuto 69, cuando marcó el 3-1 con un tiro sutil tras una internada en el área de los Red Devil. En el minuto 80, Sheringham se pudo desquitar del penalti fallado, ya que marcó el 3-2 definitivo tras batir a Contreras con una elegante vaselina. De este modo, el conjunto madrileño se alzó con el triunfo.
| 3 de junio de 2012, 17:00 HEC | Real Madrid                             | 3:2 (2:1) | Manchester United Veterans   | Estadio Santiago Bernabéu, Madrid                             |                                                               |
|                               | - Morientes 8' - Figo 12' - Redondo 69' | Reporte   | - Sharpe 9' - Sheringham 80' | Asistencia: 70.000 espectadores Árbitro(s): Pierluigi Collina | Asistencia: 70.000 espectadores Árbitro(s): Pierluigi Collina |

| Uniformes | Uniformes |
| --------- | --------- |
|           |           |

### IV Edición: 2013
Esta edición se disputó en el Estadio Santiago Bernabéu el día 9 de junio de 2013 y tuvo como invitado al combinado de leyendas de la Juventus.
El partido comenzó con dominio local, que se materializó en el minuto 5 cuando Zinedine Zidane y Luís Figo combinaron en la frontal del área, jugada que terminó con un potente derechazo que el portugués mandó al fondo de la red para hacer el 1-0. Ya, en la segunda parte, cerca del minuto 60, un ataque de la Juventus llegó a pies de Pavel Nedvěd, que asistió a un Paolo Montero que llegó desmarcado al área blanca y marcó a placer para darle el empate al conjunto italiano. Sin embargo, tres minutos después, un gol de Iván Pérez cerró el marcador y puso el definitivo 2-1 a favor del conjunto madridista.
| 9 de junio de 2013, 17:00 HEC | Real Madrid                | 2:1 (1:0) | Juventus Legend | Estadio Santiago Bernabéu, Madrid |                                 |
|                               | - Figo 5' - Iván Pérez 63' | Reporte   | - Montero 60'   | Asistencia: 70.000 espectadores   | Asistencia: 70.000 espectadores |

| Uniformes | Uniformes |
| --------- | --------- |
|           |           |

### V Edición: 2014
La quinta edición se disputó en el Estadio Santiago Bernabéu el día 8 de junio de 2014 y tuvo como invitado al combinado de leyendas del Inter de Milán. El conjunto local se adelantó con un gol de Zinedine Zidane, que fue rápidamente contrarrestado por otro de Javier Zanetti. De igual forma, en la segunda parte nuevamente los blancos tomaron la delantera por medio de un tanto de Iván Pérez, que posteriormente fue igualado por Lampros Choutos para establecer el empate final.
Ambos equipos habían acordado omitir una tanda de penaltis en caso de igualdad, por lo que tras el pitido final ambos conjuntos de leyendas se proclamaron campeones, siendo el Inter Forever el primer equipo ajeno al Real Madrid en alzarse vencedor en el Corazón Classic Match.
| 8 de junio de 2014, 17:00 HEC | Real Madrid                   | 2:2 (1:1) | Inter Forever               | Estadio Santiago Bernabéu, Madrid |                                 |
|                               | - Zidane 18' - Iván Pérez 65' | Reporte   | - Zanetti 25' - Choutos 78' | Asistencia: 70.000 espectadores   | Asistencia: 70.000 espectadores |

| Uniformes | Uniformes |
| --------- | --------- |
|           |           |

### VI Edición: 2015
La sexta edición del Corazón Classic Match tuvo lugar en el Estadio Santiago Bernabéu el día 14 de junio de 2015, entre los equipos de veteranos del equipo español Real Madrid Club de Fútbol y de la escuadra inglesa Liverpool F.C. Legends. Los red se adelantaron con goles de Kewell y Owen, pero un doblete de penaltis transformados por Roberto Carlos y los goles de Amavisca e Iván Pérez culminaron la remontada blanca.
| 14 de junio de 2015, 17:00 HEC | Real Madrid                                              | 4:2 (1:2) | Liverpool Legends       | Estadio Santiago Bernabéu, Madrid |                                 |
|                                | - Roberto Carlos 27' 30' - Amavisca 67' - Iván Pérez 83' | Reporte   | - Kewell 13' - Owen 21' | Asistencia: 70.000 espectadores   | Asistencia: 70.000 espectadores |

| Uniformes | Uniformes |
| --------- | --------- |
|           |           |

### VII Edición: 2016
La séptima edición del Corazón Classic Match tuvo lugar en el Estadio Santiago Bernabéu el día 5 de junio de 2016, entre los equipos de veteranos del equipo español Real Madrid Club de Fútbol y de la escuadra holandesa AFC Ajax Legends. Los visitantes se adelantaron con un autogol de Seedorf en el minuto 13, pero el conjunto madridista logró darle la vuelta al marcador con tantos de Figo en el 27', McManaman en el 30' y Butragueño en el descuento.
| 5 de junio de 2016, 18:00 HEC | Real Madrid                                   | 3:1 (2:1) | Ajax Legends         | Estadio Santiago Bernabéu, Madrid |                                 |
|                               | - Figo 27' - McManaman 30' - Butragueño 90+2' | Reporte   | - Seedorf 13' (a.g.) | Asistencia: 75.000 espectadores   | Asistencia: 75.000 espectadores |

| Uniformes | Uniformes |
| --------- | --------- |
|           |           |

### VIII Edición: 2017
La octava edición del Corazón Classic Match tuvo lugar en el Estadio Santiago Bernabéu el día 11 de junio de 2017, entre los equipos de veteranos del equipo español Real Madrid Club de Fútbol y de la entidad italiana Associazione Sportiva Roma Legends. El conjunto local venció con un marcador de 4-0, gracias a los goles de Morientes en los minutos 29 y 60, Figo en el 36', y Congo en el 80'.
| 11 de junio de 2017, 17:00 HEC | Real Madrid                                | 4:0 (2:0) | Roma Legends | Estadio Santiago Bernabéu, Madrid |                                 |
|                                | - Morientes 29' 60' - Figo 36' - Congo 80' | Reporte   |              | Asistencia: 70.000 espectadores   | Asistencia: 70.000 espectadores |

| Uniformes | Uniformes |
| --------- | --------- |
|           |           |

### IX Edición: 2018
La novena edición del Corazón Classic Match tuvo lugar en el Estadio Santiago Bernabéu el día 3 de junio de 2018, entre los equipos de veteranos del equipo español Real Madrid Club de Fútbol y de la escuadra inglesa Arsenal Legends. El conjunto local venció con un marcador de 2-1, gracias a los goles de Raúl en el minuto 6' y Guti al 19'.
| 3 de junio de 2018, 19:30 HEC | Real Madrid          | 2:1 (2:1) | Arsenal Legends | Estadio Santiago Bernabéu, Madrid                               |                                                                 |
|                               | - Raúl 6' - Guti 19' | Reporte   | - Boa Morte 17' | Asistencia: 70.000 espectadores Árbitro(s): Carlos Megía Dávila | Asistencia: 70.000 espectadores Árbitro(s): Carlos Megía Dávila |

| Uniformes | Uniformes |
| --------- | --------- |
|           |           |

Posteriormente, el 8 de septiembre de 2018 tuvo lugar en el Emirates Stadium de Londres una revancha entre ambos equipos que se saldó con un empate 0-0 en el cual el Arsenal Legends se alzó vencedor en la tanda de penaltis. Los fondos recaudados durante este partido fueron destinados a la fundación del club gunner.

### X Edición: 2019
La décima edición del se disputó en el Estadio Santiago Bernabéu el día 23 de junio de 2019, entre los equipos de veteranos del Real Madrid Club de Fútbol y de la escuadra inglesa Chelsea Legends. El conjunto local venció con un marcador de 5-4, gracias a los goles de Raúl y Fernando Morientes ambos en dos ocasiones, y Christian Karembeu. Por «los blues» anotaron Andriy Shevchenko, Gustavo Poyet, William Gallas y Florent Malouda.
| 23 de junio de 2019, 19:30 HEC | Real Madrid                                       | 5:4 (4:2) | Chelsea Legends                                         | Estadio Santiago Bernabéu, Madrid                               |                                                                 |
|                                | - Raúl 11' 51' - Morientes 14' 20' - Karembeu 36' | Reporte   | - Shevchenko 23' - Poyet 24' - Gallas 47' - Malouda 65' | Asistencia: 54.000 espectadores Árbitro(s): Carlos Megía Dávila | Asistencia: 54.000 espectadores Árbitro(s): Carlos Megía Dávila |

| Uniformes | Uniformes |
| --------- | --------- |
|           |           |

### XI Edición: 2024
La undécima edición estaba prevista para ser disputada entre los veteranos del Real Madrid y los del Porto en el Estadio Santiago Bernabéu el día 29 de marzo de 2020, pero debido a la pandemia por COVID-19 que afectó a todo el mundo, tuvo que ser pospuesta de forma indefinida. Además, teniendo en cuenta las restricciones impuestas en España debido al coronavirus, que limitaban las grandes multitudes durante los años 2020, 2021 y principios de 2022, el estadio madridista comenzó su remodelación durante esas fechas aprovechando que el equipo jugaría sus partidos a puerta cerrada en el Estadio Alfredo Di Stéfano durante las últimas jornadas de la temporada 2019-20 y en la 2020-21 en su totalidad. En diciembre de 2023 se anunció que este evento benéfico volvería a tener lugar en el Bernabéu en el mes de marzo, tal y como estaba previsto hace cuatro años entre las leyendas del Real Madrid y del Porto.
El partido tuvo lugar el día 23 de marzo de 2024, siendo el primer partido de carácter amistoso y benéfico tras las obras del estadio. Un tempranero gol de Marek Čech en el minuto 9 decidió el encuentro a favor del Porto. De este modo el conjunto portugués se convirtió en el primer equipo en derrotar al Real Madrid en el Corazón Classic Match. Además, también fue la primera ocasión en la que los locales no lograron marcar.
| 23 de marzo de 2024 | Real Madrid | 0:1 (0:1) | Porto Vintage | Estadio Santiago Bernabéu, Madrid                               |                                                                 |
| 12:00               |             | Reporte   | Čech 9'       | Asistencia: 70 000 espectadores Árbitro(s): Carlos Megía Dávila | Asistencia: 70 000 espectadores Árbitro(s): Carlos Megía Dávila |

| Uniformes | Uniformes |
| --------- | --------- |
|           |           |

### XII Edición: 2025
El 18 de marzo de 2025 se confirmó la celebración de la duodécima edición, que será anunciada por el presidente del Real Madrid, Florentino Pérez, en un acto oficial el día 19 de marzo. Se ha confirmado que el invitado de esta edición será un conjunto de leyendas del Borussia Dortmund.
El encuentro tuvo lugar el 7 de junio de 2025 en el Estadio Santiago Bernabéu y se saldó con un empate a tres goles, lo que hizo que ambos equipos sean considerados campeones de la edición. Siendo el segundo año consecutivo en el que el club local no consigue ganar.
Para este encuentro hicieron su debut varios jugadores que estuvieron presentes en una de las épocas más laureadas del club, comprendida entre 2010 y 2024, destacando Marcelo Vieira, Toni Kroos, Raphael Varane y Pepe.
| 7 de junio de 2025 | Real Madrid                          | 3:3 (2:2) | Borussia Dortmund Legends                | Estadio Santiago Bernabéu, Madrid |  |
|                    | - Baptista 5' - Kroos 36' - Raúl 55' | Reporte   | - Barrios 16' - Bender 22' - Amoroso 87' |                                   |  |

| Uniformes | Uniformes |
| --------- | --------- |
|           |           |

## Historial
| Edición   | Lema                        | Campeón               | Resultado | Subcampeón                   | Notas                       |
| I 2010    | Juntos por un mismo latido  | Real Madrid Veteranos | 4 - 3     | A. C. Milan Glorie           |                             |
| II 2011   | Juntos por África           | Real Madrid Veteranos | 8 - 3     | F. C. Bayern All Star        | Partido con más goles.      |
| III 2012  | África en el alma           | Real Madrid Veteranos | 3 - 2     | Manchester United Veterans   |                             |
| IV 2013   | Solidaridad con la infancia | Real Madrid Leyendas  | 2 - 1     | Juventus Legend              |                             |
| V 2014    | Juntos por la infancia      | Real Madrid Leyendas  | 2 - 2     | F. C. Internazionale Forever | Primer invitado campeón.    |
| VI 2015   | Tu entrada, su futuro       | Real Madrid Leyendas  | 4 - 2     | Liverpool F. C. Legends      |                             |
| VII 2016  | Nuestro compromiso          | Real Madrid Leyendas  | 3 - 1     | AFC Ajax Legends             |                             |
| VIII 2017 | Latidos por África          | Real Madrid Leyendas  | 4 - 0     | A. S. Roma Legends           |                             |
| IX 2018   | Fútbol por la infancia      | Real Madrid Leyendas  | 2 - 1     | Arsenal Legends              |                             |
| X 2019    | Latidos con alma            | Real Madrid Leyendas  | 5 - 4     | Chelsea Legends              |                             |
| XI 2024   | El partido más solidario    | Porto Vintage         | 1 - 0     | Real Madrid Leyendas         | Primera victoria visitante. |
| XII 2025  | Un pase para la esperanza   | Real Madrid Leyendas  | 3 - 3     | Borussia Dortmund Legends    |                             |

## Revanchas
En algunas ocasiones, el Real Madrid y el equipo invitado al Corazón Classic Match acuerdan una revancha tiempo después del partido jugado en el Estadio Santiago Bernabéu, invirtiéndose así los papeles, siendo el conjunto madrileño el invitado. No obstante, estos encuentros considerados revanchas o partidos de vuelta no forman parte del Corazón Classic Match debido a que la organización del evento y la recaudación de fondos está a cargo de la fundación del club local.
| Año  | Sede             | Local                      | Resultado          | Visitante            |
| 2013 | Old Trafford     | Manchester United Veterans | 1 - 2              | Real Madrid Leyendas |
| 2014 | Juventus Stadium | Juventus Legend            | 1 - 5              | Real Madrid Leyendas |
| 2017 | Anfield          | Liverpool Legends          | 4 - 3              | Real Madrid Leyendas |
| 2018 | Emirates Stadium | Arsenal Legends            | 0 - 0 (5 - 3 pen.) | Real Madrid Leyendas |

## Palmarés
En la historia del evento el Real Madrid acumula nueve victorias, compartiendo, además, las ediciones de 2014 y 2025 con los equipo de veteranos del Inter de Milán y del Borussia Dortmund. El Porto es el primer invitado que se corona campeón en solitario, además de ser el primero en derrotar al Real Madrid.
| Equipo                     | Títulos | Subcamp. | Años campeonatos                                                 | Años subcampeonatos |
| -------------------------- | ------- | -------- | ---------------------------------------------------------------- | ------------------- |
| Real Madrid C. F. Leyendas | 11      | 1        | 2010, 2011, 2012, 2013, 2014, 2015, 2016, 2017, 2018, 2019, 2025 | 2024                |
| Porto Vintage              | 1       | –        | 2024                                                             |                     |
| Borussia Dortmund Legends  | 1       | –        | 2025                                                             |                     |
| Internazionale Forever     | 1       | –        | 2014                                                             |                     |
| A. C. Milan Glorie         | –       | 1        |                                                                  | 2010                |
| F. C. Bayern All Stars     | –       | 1        |                                                                  | 2011                |
| Manchester United Veterans | –       | 1        |                                                                  | 2012                |
| Juventus Legend            | –       | 1        |                                                                  | 2013                |
| Liverpool F. C. Legends    | –       | 1        |                                                                  | 2015                |
| AFC Ajax Legends           | –       | 1        |                                                                  | 2016                |
| AS Roma Legends            | –       | 1        |                                                                  | 2017                |
| Arsenal Legends            | –       | 1        |                                                                  | 2018                |
| Chelsea Legends            | –       | 1        |                                                                  | 2019                |

## Tabla de goleadores
A continuación se indican los diez jugadores que más goles han anotado en la historia del torneo.

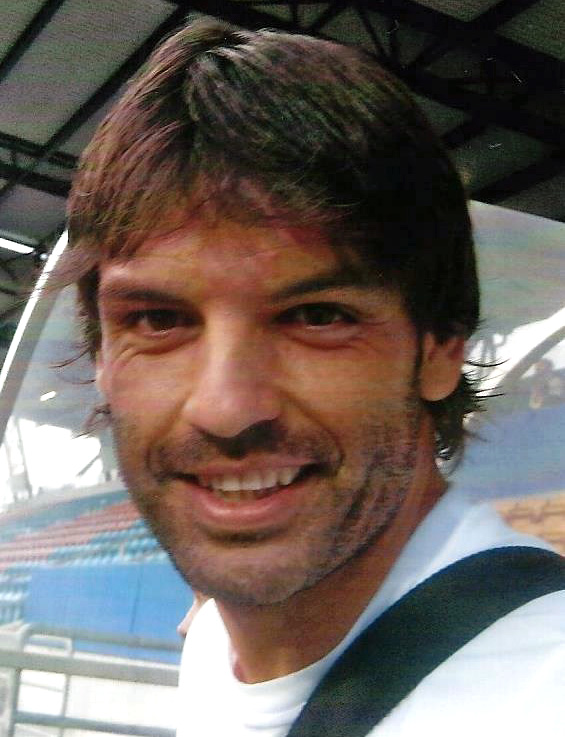
Fernando Morientes es el máximo goleador del Corazón Classic Match

| Pos. | Jugador              | Goles | Equipo               |  |
| ---- | -------------------- | ----- | -------------------- |  |
| 1    | Fernando Morientes   | 5     | Real Madrid Leyendas |  |
| 2    | Luís Figo            | 4     | Real Madrid Leyendas |  |
| 3    | Raúl                 | 4     | Real Madrid Leyendas |  |
| 4    | Emilio Butragueño    | 3     | Real Madrid Leyendas |  |
| 5    | Iván Pérez           | 3     | Real Madrid Leyendas |  |
| 6    | Alfonso Pérez        | 3     | Real Madrid Leyendas |  |
| 7    | Roberto Carlos       | 2     | Real Madrid Leyendas |  |
| 8    | José Emilio Amavisca | 2     | Real Madrid Leyendas |  |
| 9    | Rui Costa            | 2     | AC Milan Glorie      |  |
| 10   | Paulo Sérgio         | 2     | FC Bayern All Star   |  |